# 吉祥乡
吉祥乡，是中华人民共和国黑龙江省佳木斯市汤原县下辖的一个乡镇级行政单位。

## 行政区划
吉祥乡下辖以下地区：
吉祥村、保祥村、保安村、华丰村、双丰村、守望村、互助村、德祥村、黄花村和丰祥村。